# Jianga
Jianga (kinesiska: 简嘎) är en socken i sydvästra Kina. Den ligger i det autonoma häradet Zhenning i staden Anshun i provinsen Guizhou, omkring 150 kilometer sydväst om provinshuvudstaden Guiyang. Antalet invånare är 7988. Befolkningen består av 3 957 kvinnor och 4 031 män. Barn under 15 år utgör 31 %, vuxna 15-64 år 59 %, och äldre över 65 år 8,0 %.